# Hass (Impero ottomano)
Nella classificazione amministrativa-militare ottomana delle terre, un hâss era una proprietà con entrate. Un feudo superiore a centomila akçe prendeva il nome di hass ed era appannaggio dei governatori provinciali e distrettuali. Era ulteriormente suddiviso in classi.
- Hass-ı humayun, demanio (dominio) imperiale[3]
- Hass-ı mir-liva, entrate per il comandante distrettuale
- Hass-ı mirmiran, prebenda[4] del pascià di secondo livello che governa una provincia[5]